# Шаршиње
Шаршиње (фр. Charchigné) насеље је и општина у западној Француској у региону Лоара, у департману Мајен која припада префектури Мајен.
По подацима из 2011. године у општини је живело 507 становника, а густина насељености је износила 34,0 становника/km². Општина се простире на површини од 14,91 km². Налази се на средњој надморској висини од 800 метара (максималној 257 m, а минималној 163 m).

## Демографија
| 1962. | 1968. | 1975. | 1982. | 1990. | 1999. | 2011. |
| ----- | ----- | ----- | ----- | ----- | ----- | ----- |
| 430   | 439   | 393   | 375   | 363   | 396   | 507   |

График промене броја становника у току последњих година